# رود بلایا (کامه)

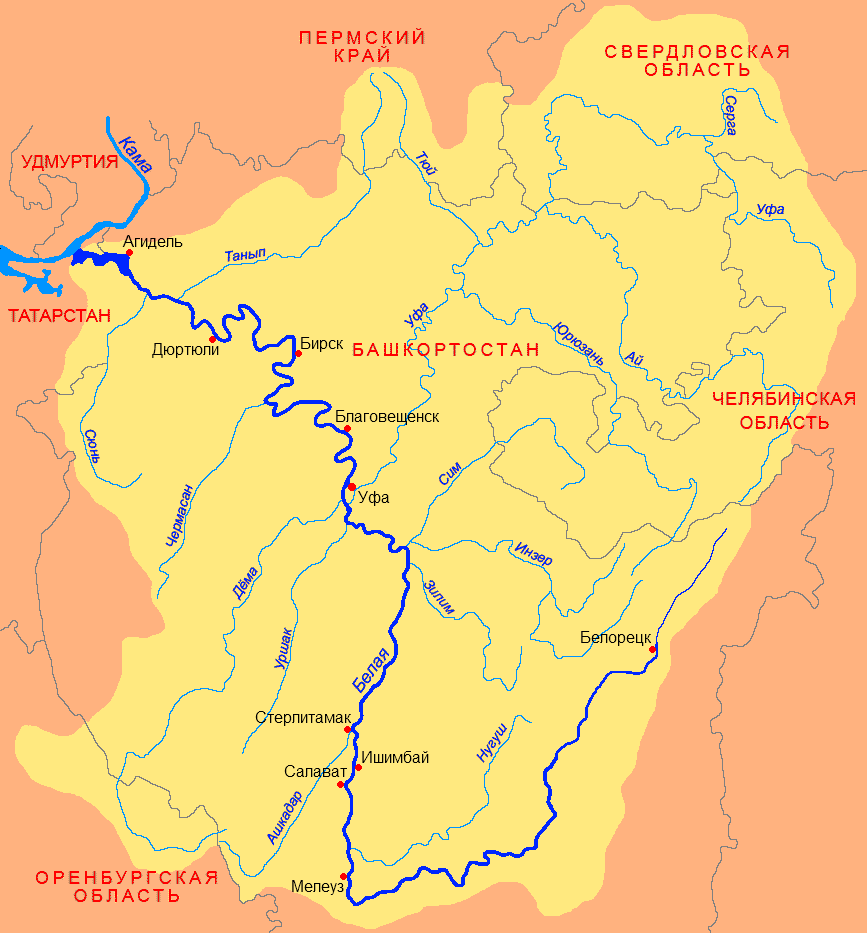
حوضه رودخانه بلایا

رودخانه بلایا (انگلیسی: Belaya) (روسی: Белая)، یک رود در باشقیرستان، فدراسیون روسیه است.

این رود از کشور روسیه می‌گذرد و به مخزن نیژنکامسک می‌ریزد.
طول آن ۱٬۴۳۰ کیلومتر (۸۹۰ مایل) است و منبع آن در جنوب غربی رشته‌کوه اورال قرار دارد.
شهرهای در امتداد «رود بلایا»: بلورتسک، استرلیتاماک، اوفا (در محل تلاقی با رود اوفا) و بیرسک می‌باشد. «رود بلایا» نزدیک نفتکامسک به رود کامه می‌پیوندد.